# Elezioni parlamentari in Siria del 1947
Le elezioni parlamentari in Siria del 1947 si tennero il 7 e il 18 luglio. Esse videro prevalere il Partito Nazionale del Presidente Shukri al-Quwatli, che tuttavia ottenne soltanto 24 seggi su 114.
Si trattò delle prime elezioni da quando il Paese aveva ottenuto l'indipendenza, il 24 ottobre 1945. 

## Risultati
| Liste              | Voti | %     | Seggi |
| ------------------ | ---- | ----- | ----- |
| Partito Nazionale  |      | 21,05 | 24    |
| Partito del Popolo |      | 17,54 | 20    |
| Indipendenti       |      | 61,40 | 70    |
| Totale             |      |       | 114   |